# Catenicella formosa
Catenicella formosa är en mossdjursart som beskrevs av Busk 1852. Catenicella formosa ingår i släktet Catenicella och familjen Catenicellidae. Inga underarter finns listade i Catalogue of Life.